# Whitewash
Whitewash (letteralmente, dall'inglese, Imbiancata, traducibile in italiano come Andare in bianco) è un'espressione gergale dell'inglese utilizzata per lo più in ambito sportivo; esso indica una performance particolarmente negativa di una squadra o di un singolo atleta che, impegnato in una serie di incontri a breve distanza o comunque facenti parte di una stessa competizione, li perda tutti in successione.

## Campo di applicazione
Benché il termine si attagli più a sport di squadra (tipicamente rugby a 15 o cricket) e, nell'ambito di esso, a tornei piuttosto che singoli incontri, Whitewash si può riferire in senso lato anche a singole gare di sport individuali, come per esempio il tennis, nel caso il giocatore sconfitto perda per due partite a zero (o tre, nei casi in cui il regolamento preveda che l'incontro debba svolgersi al meglio delle cinque partite) e ciascuna di tali partite sia persa a sua volta con il punteggio di zero giochi contro sei.

## IlWhitewashnel rugby a 15
L'ambito più noto in cui si cita il termine Whitewash è il torneo rugbistico del Sei Nazioni, sia maschile che femminile: si ha quando, in una data edizione del torneo, una squadra perde tutti gli incontri in programma. Whitewash non è sinonimo di Cucchiaio di legno, anche se spesso i due termini vengono confusi. Spesso possono coincidere, ma non vi è relazione tra le due fattispecie, in quanto il Cucchiaio di legno è assegnato simbolicamente alla squadra ultima classificata di una data edizione del Sei Nazioni, indipendentemente dal punteggio in classifica, ed è quindi possibile vedersi assegnato il Cucchiaio di legno anche senza Whitewash. Anche l'opposto non è necessariamente vero: una squadra che effettua un Whitewash potrebbe, con un'opportuna assegnazione di punti bonus, conquistare fino al secondo piazzamento. Non è comunque mai capitato, dall'introduzione dei punti bonus nel 2017, che una squadra scampasse al Cucchiaio di legno effettuando un Whitewash.

## IlWhitewashnel cricket
Si ha un Whitewash quando, in una serie di test match tra due squadre, di norma nazionali, la perdente è sconfitta a zero incontri vinti; non si ha Whitewash quando una squadra, pur perdendo la serie e non vincendo alcun incontro, ha quantomeno pareggiato uno di essi.
Tra i Whitewash più famosi della storia internazionale di tale disciplina si citano:
- Inghilterra – Australia 0-5 nella serie di 5 test match del 1921;
- Inghilterra – Australia 0-5 nella serie di 5 test match del 2006/07;
- Indie Occidentali – Inghilterra 0-5, due volte consecutivamente nel 1984 e nel 1985/86;
- Australia – Nuova Zelanda 0-3 nella serie di 3 test match del 2007.